# Der Fall des Lemming
Der Fall des Lemming ist eine österreichische Kriminalkomödie mit Fritz Karl, Roland Düringer und Julia Koschitz in den Hauptrollen nach einer Vorlage des gleichnamigen Romans von Stefan Slupetzky.

## Überblick
Gedreht wurde der Film 2008 hauptsächlich in Wien. Regie führte Nikolaus Leytner, die Kamera Hermann Dunzendorfer und den Schnitt übernahm Andreas Kopriva. Produzent war Helmut Grasser. Gefördert wurde das Projekt mit 430.000 € aus dem Filmfonds Wien.

## Handlung
Leopold Wallisch (Fritz Karl), Spitzname „Lemming“, ist auf Betreiben seines menschenverachtenden Kollegen Krotznig (Roland Düringer) aus der Wiener Polizei entlassen worden. Inzwischen arbeitet er für eine kleine Wiener Privatdetektei und sieht sich dazu gezwungen, potenziellen Ehebrechern nachzuspionieren. Als einer der von ihm Überwachten, der pensionierte Lateinlehrer Grinzinger, ermordet wird, kündigt der Lemming und macht sich daran, den Fall auf eigene Faust aufzuklären. Immer tiefer gerät er dabei in ein komplexes Geflecht aus Macht und Verrat, Sadismus und Demütigung, dessen Wurzeln zwanzig Jahre zurückreichen und das Opfer als einstigen Täter an seinen eigenen Schülern bloßstellen.
Der Weg des Lemming – ein Weg, der ihn nicht zuletzt an seine eigenen Abgründe führt – wird von einer Unzahl merkwürdiger Gestalten gesäumt: von der verdrießlichen Ehefrau Grinzingers, die erst als Witwe lustig wird, einem Metzger, der mitsamt seinen neckischen Piercings im Fleischwolf landet, einem längst tot geglaubten Schiffskoch und Fremdenlegionär und natürlich von Castro, dem bekifften Hund, der nicht müde wird, Lemmings Badewanne mit dem Bett und sein Kopfkissen mit der Toilette zu verwechseln.
Die Suche nach dem Mörder gerät zum Wettkampf mit dem brutalen Krotznig, der die Ermittlungen seines ehemaligen Partners mit allen Mitteln zu stoppen versucht. Dass nun auch noch eine junge Tierärztin auf den Plan tritt, die sich äußerst verdächtig verhält, macht die Sache nicht leichter: Klara Breitner (Julia Koschitz) scheint nämlich nicht nur in den Mord verwickelt zu sein, sie lässt auch bald schon – ganz privat – das Herz des Lemming höher schlagen.
Trotz aller Widrigkeiten hält der Lemming aber noch zwei Trümpfe in der Hand: seinen gesteigerten Hang zur Empathie, der bisweilen an Selbstaufgabe grenzt, und die ominöse Nickelbrille, die Grinzinger kurz vor seinem Tod in Geschenkverpackung mit in den Wald genommen hat.